# Vézilly
Vézilly település Franciaországban, Aisne megyében. Lakosainak száma 184 fő (2022. január 1.). Vézilly Coulonges-Cohan, Goussancourt, Villers-Agron-Aiguizy, Aougny, Arcis-le-Ponsart és Lagery községekkel határos.

## Népesség
A település népessége az elmúlt években az alábbi módon változott:
| Lakosok száma | 131  | 112  | 88   | 151  | 194  | 187  | 185  | 188  | 187  | 184  |
|               | 1968 | 1982 | 1990 | 2006 | 2013 | 2015 | 2017 | 2019 | 2020 | 2022 |